# Северна Маријанска Острва на Светском првенству у атлетици на отвореном 2013.
Северна Маријанска острва су учествовала на 14. Светском првенству у атлетици на отвореном 2013. одржаном у Москви од 10. до 18. августа. Репрезентацију Северно Маријанских острва представљао је један такмичар који се такмичио у трци на 100 метара.,
На овом првенству Северна Маријанска острва нису освојила ниједну медаљу, а Хесус Игуел је постигао лични рекорд.

## Учесници
Мушкарци:
- Хесус Игуел — 100 м

## Резултати

### Мушкарци
| Атлетичар   | Дисциплина | Лични рекорд | Предтакмичење | Предтакмичење | Квалификације        | Квалификације        | Полуфинале           | Полуфинале           | Финале               | Финале  | Детаљи |
| Атлетичар   | Дисциплина | Лични рекорд | Резултат      | Место         | Резултат             | Место                | Резултат             | Место                | Резултат             | Место   | Детаљи |
| ----------- | ---------- | ------------ | ------------- | ------------- | -------------------- | -------------------- | -------------------- | -------------------- | -------------------- | ------- | ------ |
| Хесус Игуел | 100 м      | 11,65        | 11,65 ЛР      | 7 гр 3        | Није се квалификовао | Није се квалификовао | Није се квалификовао | Није се квалификовао | Није се квалификовао | 70 / 75 |        |